# Mlekominci
Mlekominci (en serbe cyrillique : Млекоминци) est un village de Serbie situé dans la municipalité de Bosilegrad, district de Pčinja. Au recensement de 2011, il comptait 89 habitants.

## Démographie
| 1948 | 1953 | 1961 | 1971 | 1981 | 1991 | 2002 | 2011 |
| ---- | ---- | ---- | ---- | ---- | ---- | ---- | ---- |
| 154  | 263  | 241  | 198  | 145  | 135  | 124  | 89   |

|  |